# ليكورجوس
ليكورجوس (باليونانية: Λυκοῦργος) هو ملك لأسبرطة من سلالة يوريبونتيد بعد استعادة النظام الملكي الإسبرطي وأب بيلوبس الذي سيخلفه فيما بعد.

## وصلات خارجية
- بوسانياس، وصف اليونان (باللغة الإنجليزية)